# Écocatalyse
L’écocatalyse, ou catalyse écologique, est une nouvelle approche scientifique qui combine écologie et chimie. Le principe consiste à restaurer des milieux pollués et dégradés à l’aide de plantes capables d’accumuler naturellement les éléments métalliques présents dans le sol ou l'eau, puis de les transformer en outils utiles pour la chimie. Ainsi, les biomasses utilisées et gorgées de métaux ne sont plus considérées comme des déchets contaminés, mais des réservoirs naturels d’éléments métalliques. Ils peuvent être transformés en excellents catalyseurs de réactions chimiques. Ces catalyseurs polymétalliques et biosourcés sont appelés écocatalyseurs, afin de rappeler leur origine écologique. 
L'écocatalyse permet la préparation de biomolécules selon une approche respectueuse de l'environnement et bio-inspirée.
Elle a déjà conduit à la préparation d’une large variété d'écocatalyseurs performants, à réactivité modulable et contrôlée, tout en respectant les principes de la chimie verte et durable. 
Elle a permis de revisiter les grands mécanismes de la synthèse organique (catalyse acide de Lewis, réactions de couplages, oxydoréductions vertes,...) et a conduit au développement de catalyseurs de substitution aux oxydants interdits par REACH.
L’écocatalyse constitue une valorisation inédite des biomasses dérivées des écotechnologies de phytoextraction, rhizofiltration et biosorption. 
Elle a été initiée en France par le laboratoire de Chimie Bio-inspirée et Innovations Ecologiques.